# Трапезникова, Зинаида Алексеевна
Зинаида Алексеевна Трапезникова (1904—1993) — разработчица инфракрасных биноклей, лауреат премии им. Л. И. Мандельштама (1947) и Сталинской премии II степени (1952).

## Биография
Родилась в 1904 году.
Работала в лаборатории люминесценции ФИАН.
Умерла в 1993 году. Похоронена на Введенском кладбище.
Сын — Трапезников Юрий Андреевич (18.10.1936 — 13.04.1999), основатель и первый руководитель Научной станции РАН (похоронен рядом с ней на Введенском кладбище). Вероятно, муж — Андрей Александрович Трапезников (1911—1990) — Академик, доктор химических наук.

## Научная деятельность
Совместно с А. В. Антоновым-Романовским, В. Л. Левшиным и З. Л. Моргенштерн участвовала в налаживании производства инфракрасных биноклей БИ-8 и БИ-12 с полупрозрачным экраном из фосфоров, которые, заряжаясь с помощью видимого света, вспыхивают под воздействием инфракрасного света. Бинокли БИ-12 использовались в том числе на Севере для проводки кораблей по безопасному фарватеру.
Их коллектив был награждён сначала премией им. Л. И. Мандельштама (1947), а затем Сталинской премией II степени (1952). Официальная формулировка — за исследования новых светящихся составов и разработку теории их действия.

### Сочинения
- В. Е. Орановский, З. А. Трапезникова Исследование спектров электро и фотолюменесценции фосфоридов, активированных редкоземельными элементами. // Опт. и спетроскопия, 1958, 5, с. 302—306.
- З. А. Трапезникова, В. В. Щаенко Некоторые оптические свойства новых цинкосульфидных фосфоридов, активированных РЗЭ, // ДАН СССР. 1956, 106, с. 230—232.